# 太古宙
太古宙（英語：Archean）又稱太古代、始生代，是地球地质历史中的第二个宙，上承冥古宙，下启元古宙。太古宙可細分為始太古代、古太古代、中太古代和新太古代四个代，始于約40億年前（由对月岩的同位素年龄确定）内太阳系後期重轟炸期结束，结束于25亿年前的休伦冰河時期开始。地球的岩石圈在太古宙时期开始逐渐稳定并可以保留至今，以超级海洋为主的水圈也彻底成形。由原核微生物菌落组成的早期生物圈也形成于太古宙。

## 定義
太古宙以最古老的岩石為定義，大約距今40億年。更早的時期則定義為冥古宙。因此，若更早的岩石被發現，太古宙的定義即可往更古時代推，冥古宙則會被縮短。

## 地质
太古宙开始时，地球的热流是目前的三倍。太古宙结束时，地球的热流是目前的两倍。这些热量来自于行星吸积形成地核释放出的引力势能与当时丰度更高的放射性元素衰变热。
现存的太古宙岩石大部分是变质岩或火成岩。當時的火山活动极其猛烈、普遍，甚至喷出罕见的科马提岩，因此残留至今的太古宙地壳以花岗岩结晶为主，例如大面积熔岩或深成岩如花岗岩、二长岩、闪长岩、斜长岩、讃岐岩等。
太古宙早期的地球可能有不同于现今形态的板块活动。一些学者认为当时地球的温度过高，板块運動活跃，因此地殼再循環更快，阻碍了克拉通的形成直至地幔降温对流减缓。另外的学者认为大洋岩石圈的浮力大以至于不能俯冲消减，而太古宙岩石的缺少是由于后来地质侵蚀作用。
一派地质学家认为在太古宙末期以前大型大陆地壳并不存在，而当时剧烈的地质活动导致小型的原大陆（英語：protocontinent）不能联合在一起。另一部分以理查阿姆斯壯为代表的地质学家认为在地球形成五亿年时就有了现在规模的大陆，此后大陆地壳滑入地幔並維持著新地殼的誕生，使得板塊運動保持着平衡。怀疑大陆存在的学者认为，长英质大陆板块形成于地幔热点而不是俯冲带。部分熔融的铁镁质通过底闢作用侵入地壳产生中性或长英质岩石。其他学者认为花岗岩質形成于俯冲带或聚合板塊邊緣的地质活动，并在太古宙之初就开始了。
天体物理学家计算得到年輕太陽黯淡佯謬，太古宙时期太阳的辐射热量输出仅为70–75%，但当时地球表面温度不低于目前水平。造成地球温室效应的原因仍没有公论。由于较少的陆地与云层覆盖，地球的球面反照率可能更低。太古宙存在液态水，可以从沉积原岩深度变质而形成的片麻岩得以确证。
太古宙末期，板块构造活动可能已经类似于现今的地球，例如有完好保存的沉积盆地，以及火山弧、陆内裂谷、大陆碰撞、全球范围的造山运动等证据暗示超大陆的形成与解体的循环。大洋盆地存在的证据可以从条带状铁矿、燧石矿床、枕状玄武岩得以证实。
目前於地球表面发现的最古老岩石也形成于太古宙早期。在格陵兰、加拿大地盾、怀俄明克拉通、波罗的地盾、苏格兰、印度、巴西、西澳大利亚、南非都有发现。太古宙岩石仅覆盖了現今全世界的克拉通大约7%面积。考虑此后的侵蚀与解体，現在約仅有5-40%的大陆地壳是在太古宙形成的。

## 生命
太古宙是地球生命史的黎明时期。当时的地球主要是一个有极少陆地凸出水面的海洋行星，最早在深海的海底热泉周围开始形成由依赖化合作用的古菌和细菌组成的原核菌毯，其化石形成的疊層石可定年到35亿年前。之后用视黄醛衍生物（紫膜质）和卟啉衍生物（菌绿素）进行不产氧光合作用的早期光合自营者出现，使得微生物菌落可以扩展到远离海底热泉的浅海带和潮间带。
在约34亿年前，可利用红蓝光谱的光能分解水分子进行产氧光合作用的蓝绿菌出现并不断释放氧气做为副产品，在之后十亿年间终于耗光了地表所有的还原剂物质（包括亚铁、硫磺、甲烷和硫化氢）后使得游离态氧气首次出现在海洋和空气中。这场大氧化事件彻底改变了地球大气层的化学成分，并且因为严重削弱了大气温室效应从而引发了历时三亿年的全球性大冰期——休伦冰河期。这次氧气浩劫严重摧残了当时主要以厌氧菌为主的生物圈，但也为能自产抗氧化剂的好氧菌和依赖内共生线粒体进行有氧呼吸的真核生物在日后元古宙的演化奠定了基础。